# Daniel Speck
Daniel Speck (Monaco di Baviera, 1969) è uno scrittore, sceneggiatore e docente tedesco.

## Biografia
Ha studiato all'Università Ludwig Maximilians e si è laureato al laboratorio di sceneggiatura della "Hochschule für Film und Fernsehen", entrambe di Monaco di Baviera, frequentando anche La Sapienza di Roma.
La sua sceneggiatura di Meine verrückte türkische Hochzeit (Il mio pazzo matrimonio turco), prodotto dall'emittente tedesca ProSieben, ha vinto nel 2007 il Grimme-Preis. Dal suo libro Volevamo andare lontano è stata prodotta la miniserie TV Volevamo andare lontano - Bella Germania. In Italia ha pubblicato anche il romanzo Piccola Sicilia.